# Flikig kardvädd
Flikig kardvädd (Dipsacus laciniatus) är en tvåhjärtbladig växtart som beskrevs av Carl von Linné. Flikig kardvädd ingår i släktet kardväddar, och familjen Dipsacaceae. Inga underarter finns listade i Catalogue of Life.

## Bildgalleri

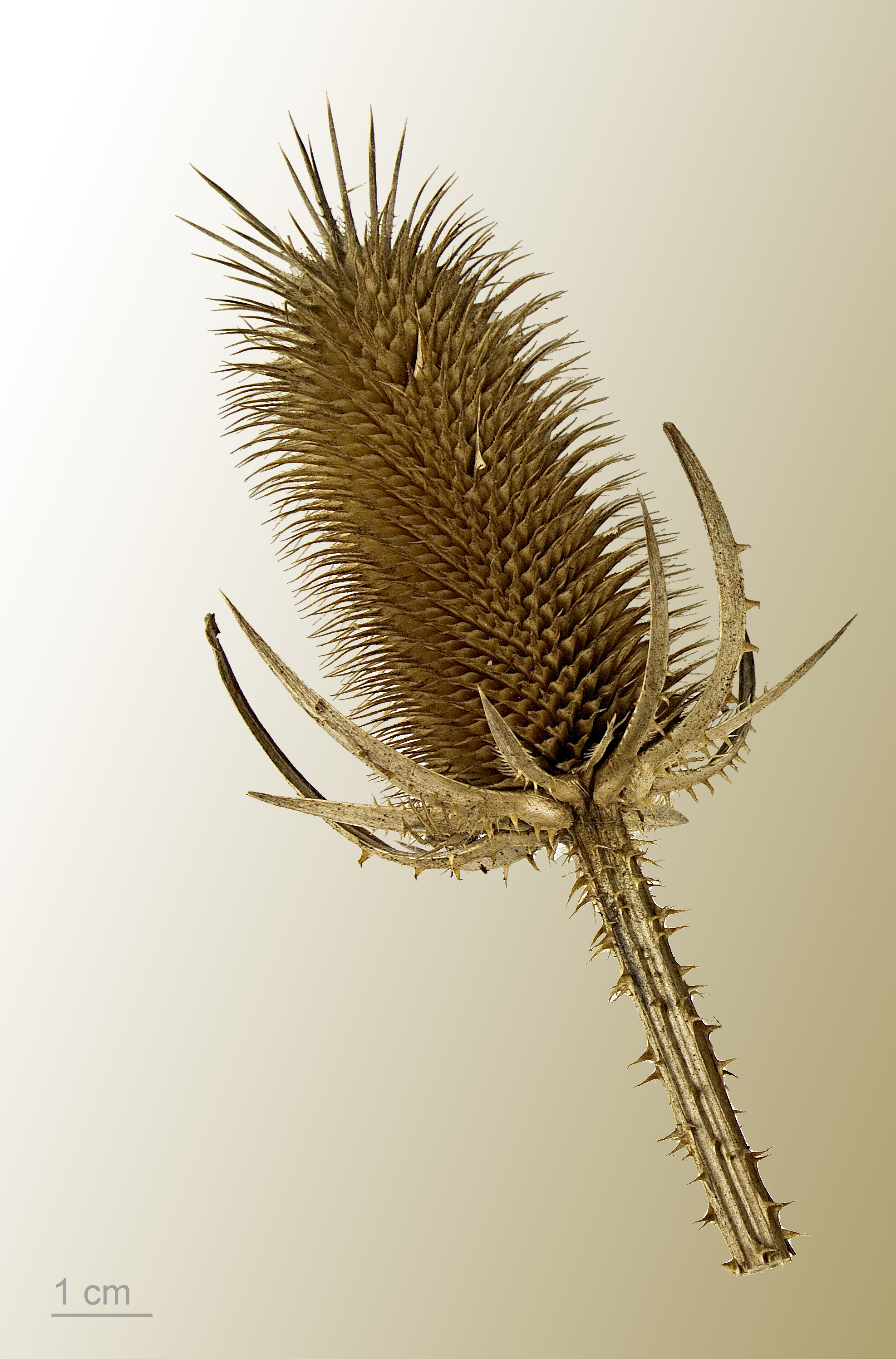
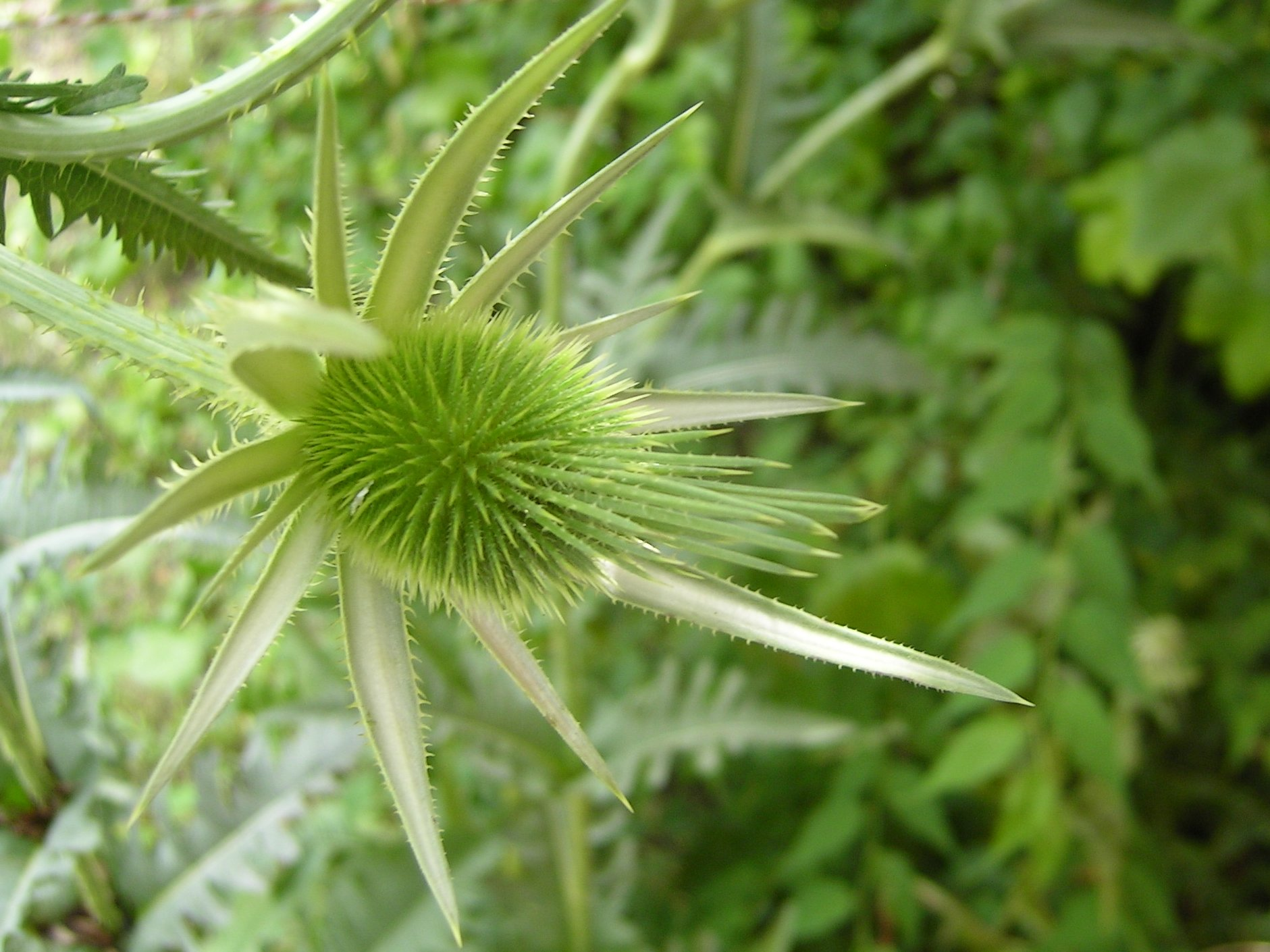
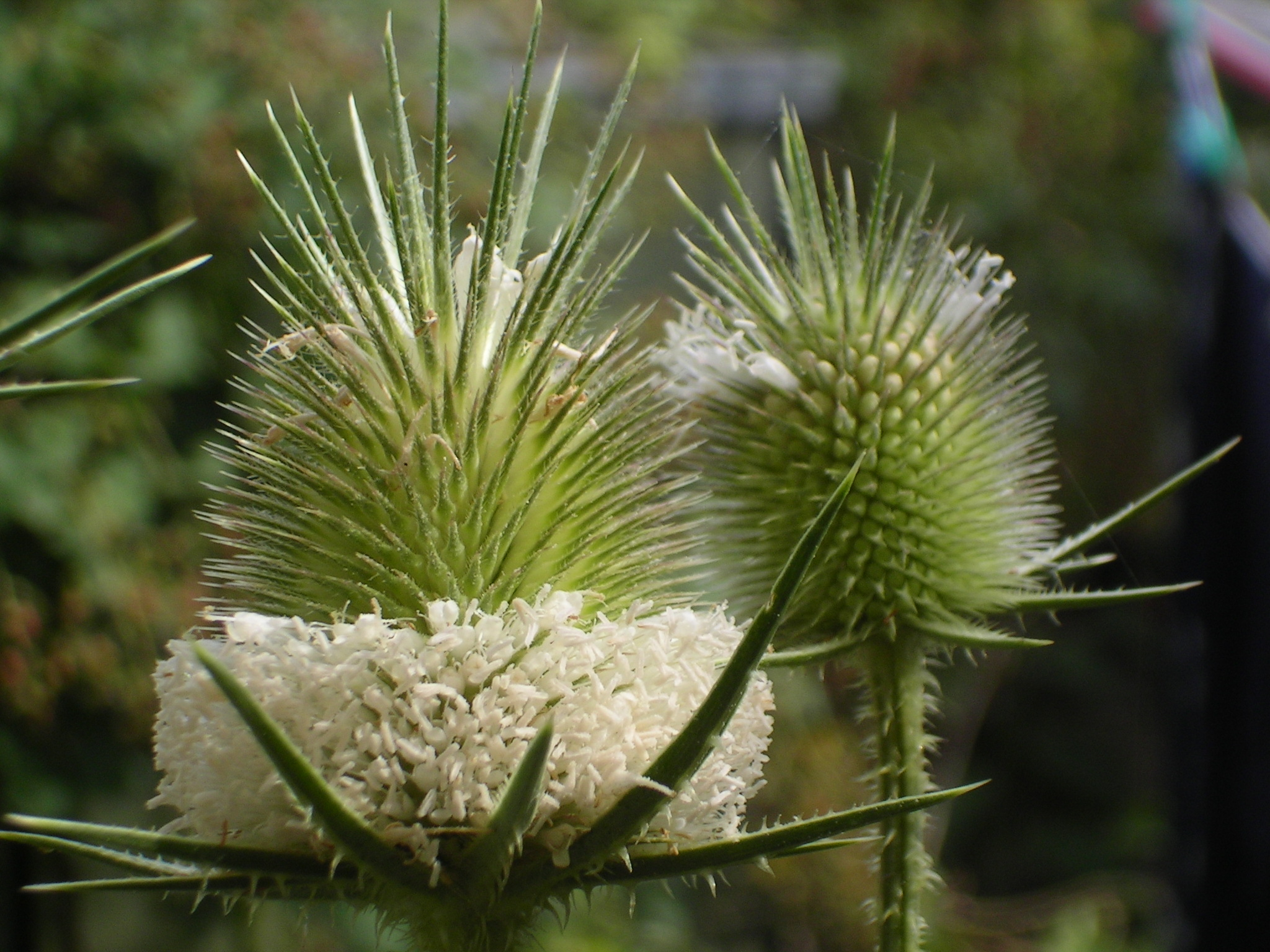
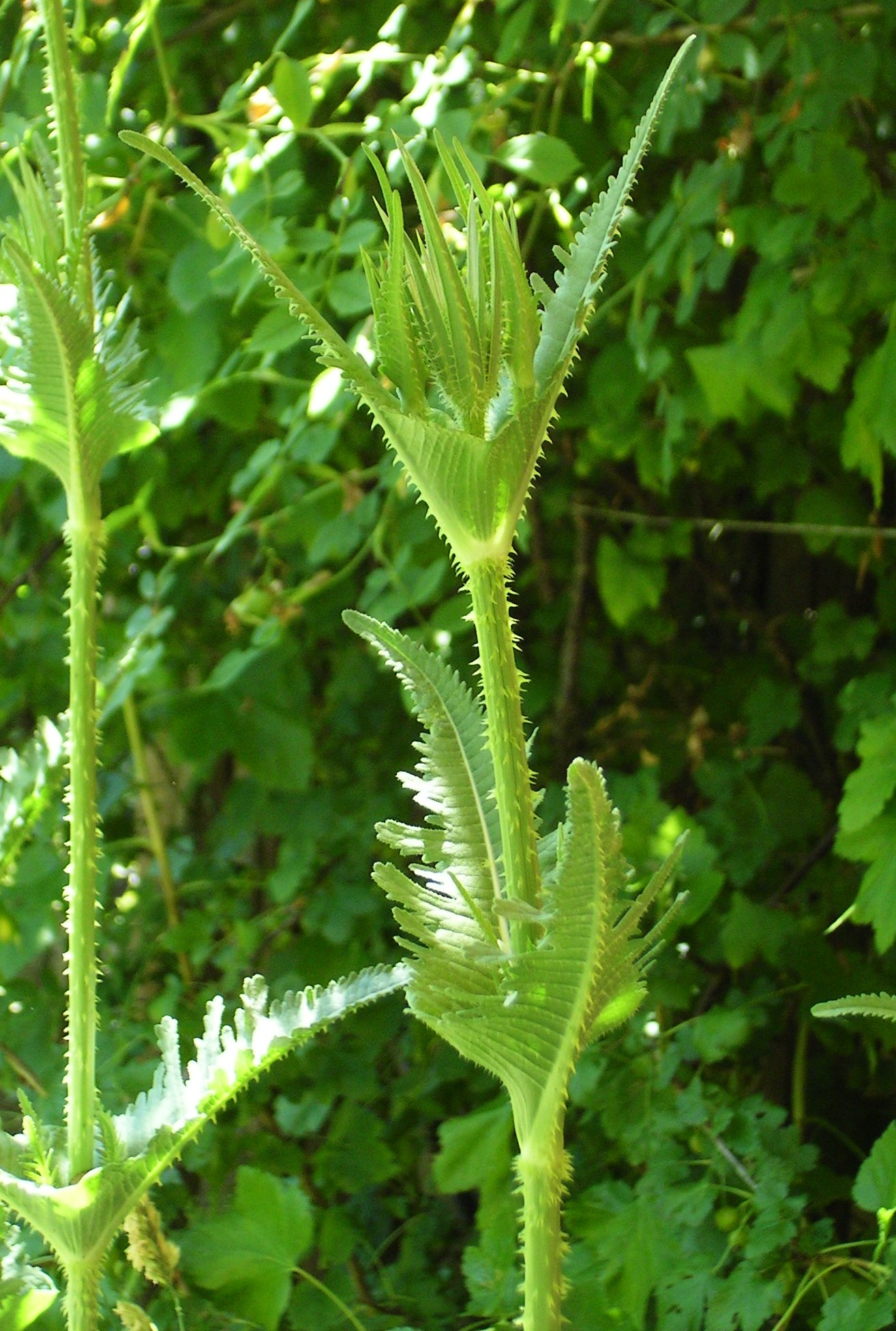
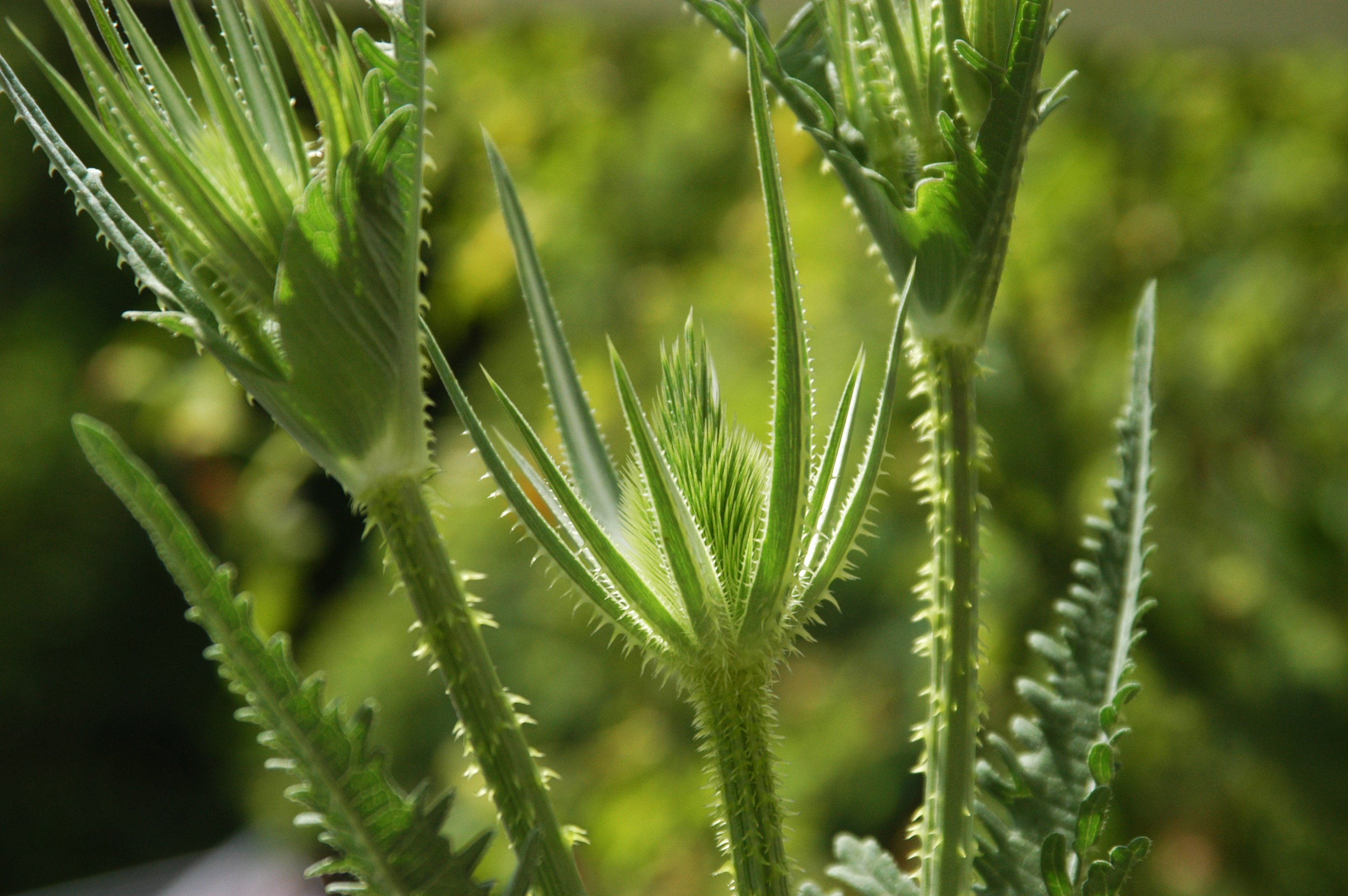
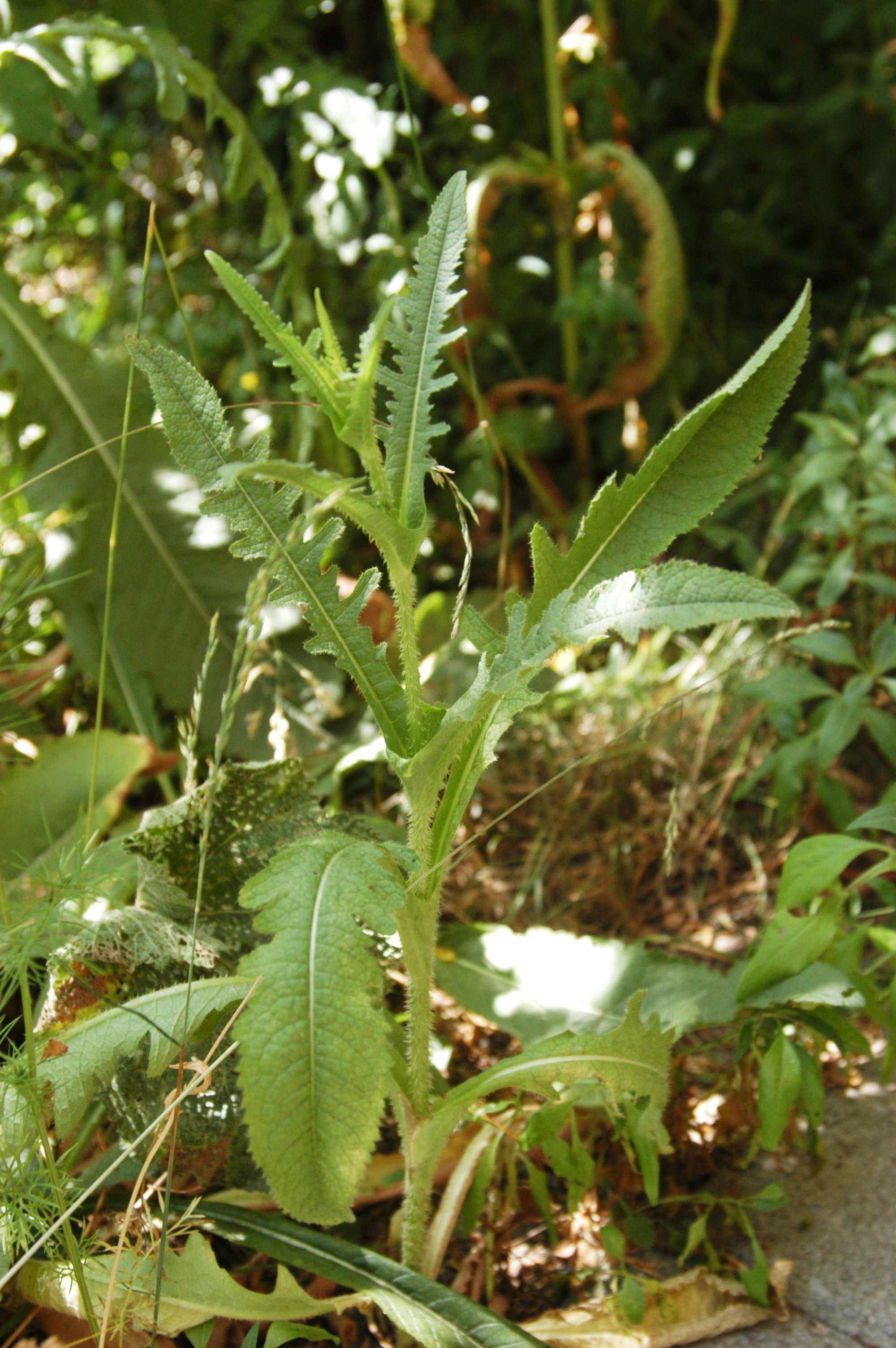